# Jules Denis Du Potet

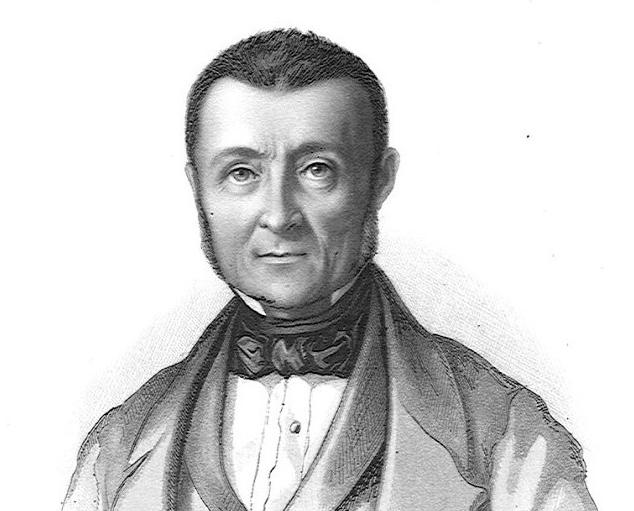
Jules Denis Du Potet

Jules Denis De Sennevoy, Baron Du Potet (La Chapelle-Yvon, 12 april 1796 - Parijs, 1881) was een bekend Frans magnetiseur. Hij publiceerde een aantal leerboeken over het dierlijk magnetisme, alsook een verslag van de experimenten van magnetisme, gehouden door de commissie van de geneeskundige academie te Parijs.
Na gedeeltelijke officiële geneeskundestudies, legde hij zich toe op het behandelen door middel van dierlijk magnetisme. Hij werd aangemoedigd door Deleuze en Puysegur. Du Potet had een afkeer van commercie. Hij gaf gratis lezingen en cursussen aan magnetiseurs. Hij was een onderzoeker in hart en nieren. 
Als magnetiseur raakte hij de mensen niet aan en sprak geen woord. Zijn kennis haalde hij uit oude geschriften en geschiedenis boeken. Deze zelfstudie maakte hem tot een magiër. Voor hem was het de gedachtekracht waarmee de magnetische straling beïnvloed werd.
Hij was lid van de Theosofische Vereniging.
Du Potet ligt begraven op de Begraafplaats van Montmartre.

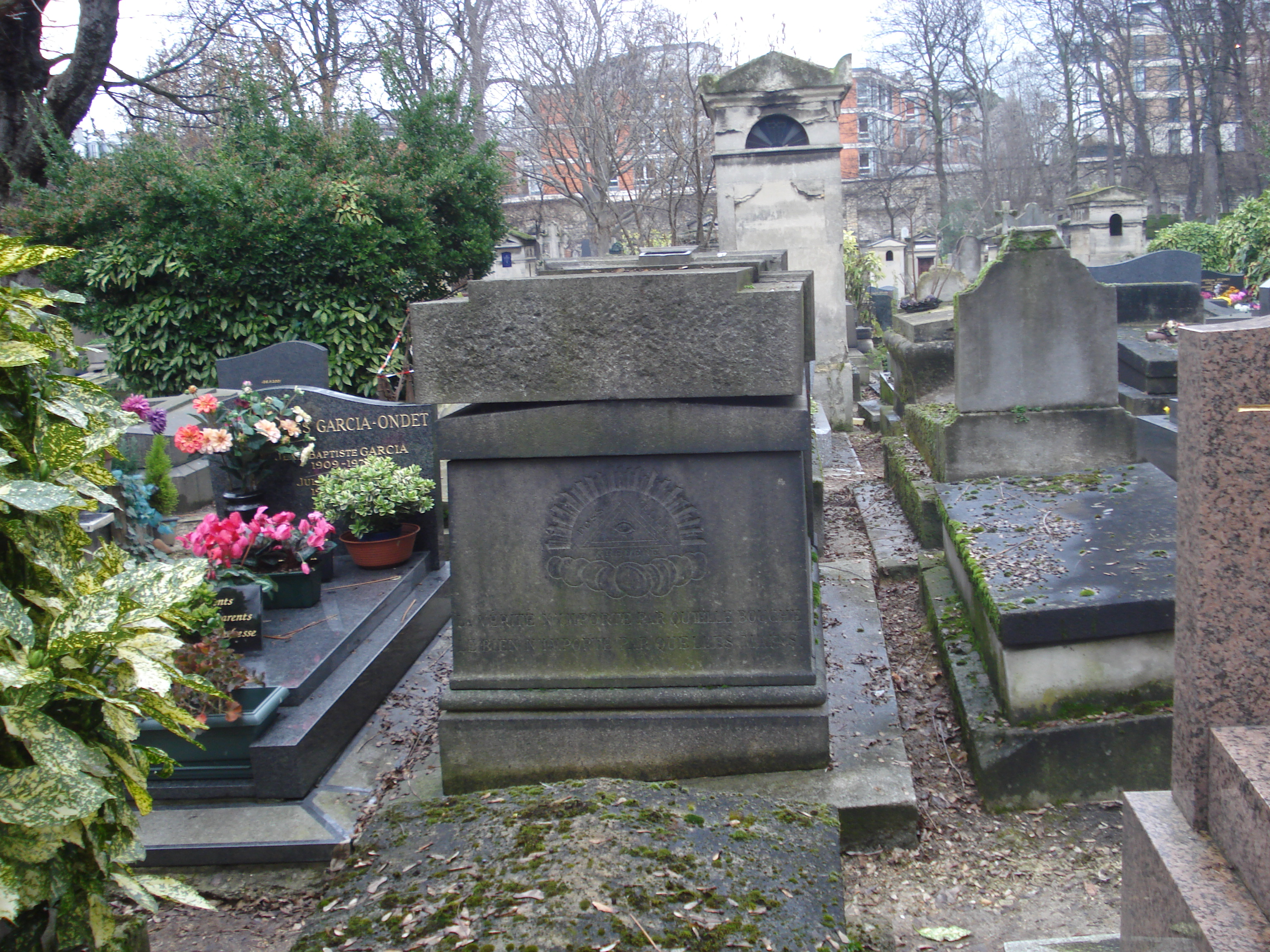
Graf van Du Potet op de begraafplaats van Montmartre

Opvolgers van hem waren onder meer Hector Durville, die tot een van de meest vooraanstaande magnetiseurs van de 19de eeuw behoorde en diens zoon Henri Durville, die het werk verder zette.   

## Werken

### Boeken
- Cours de magnétisme animal en sept leçons (1834)
- Le magnétisme opposé à la médecine (1840)
- Manuel de l'étudiant magnétiseur (1851)
- Traité complet du magnétisme (1856)
- Thérapeutique magnétique (1863)
- Magie dévoilée ou principes de science occulte (1852)

### Tijdschriften
- Le propagateur du magnétisme, (door een groep geneesheren) samen met Chapelain (1827-1828)
- Journal du magnétisme, waaraan tal van artsen meewerkten (van 1845 tot 1861)
- La chaine magnétique. (vanaf 1879)